# Высокотелая мохарра
Высокотелая мохарра, или высокотелый геррес (лат. Gerres erythrourus), — вид лучепёрых рыб семейства мохарровых (Gerreidae). Максимальная длина тела 30 см. Распространены в Индо-Тихоокеанской области.

## Описание
Тело высокое, сжато с боков. Высота тела укладывается 1,9—2,3 раза в стандартную длину тела. Верхний профиль тела в передней части прямой, круто поднимается вверх под углом около 45⁰ к горизонтальной оси тела. В спинном плавнике 9 колючих и 10 мягких лучей. Второй колючий луч сильный, его длина превышает длину головы (без рыла). В анальном плавнике 3 крепких жёстких луча (второй луч самый длинный, его длина равна или превышает длину основания анального плавника) и 7 мягких лучей. Длинные грудные плавники с 15—16 мягкими лучами, окончания лучей в прижатом состоянии доходят до уровня первого колючего луча анального плавника. Хвостовой плавник короткий, глубоко раздвоенный, верхушки лопастей закруглённые, самые длинные лучи почти равны длине головы. Между основанием пятого колючего луча спинного плавника и боковой линией 3,5—4 чешуй. В боковой линии (до основания хвостового плавника) 35—38 чешуй; на основании хвостового плавника 2—3 прободённых чешуй.
Верхняя часть тела серебристая с коричневым оттенком, по бокам проходит несколько нечётких тёмных продольных полос (следуют по рядам чешуи) и 4—6 тёмных рядов непосредственно под боковой линией. У многих особей, особенно у молоди, по бокам тела проходит 4—11 тёмных вертикальных полос. Нижняя часть тела серебристая. Окантовка спинного плавника чёрная, задний край тёмный. Анальный и брюшные плавники желтоватые.
Максимальная длина тела 30 см, обычно до 25 см.

## Ареал и места обитания
Широко распространены в Индо-Тихоокеанской области от запада Индии до Микронезии; Сиамский залив, Вьетнам, Филиппины, юг Китая, Япония (острова Рюкю) и на юг до Папуа — Новая Гвинея и севера Австралии. Обитают в прибрежных водах над мягкими грунтами на глубине от 1 до 40 м. Молодь заходит в эстуарии.